# 堺市立さつき野小学校・中学校
堺市立さつき野小学校・中学校（さかいしりつ さつきのしょうがっこう・ちゅうがっこう）は、大阪府堺市美原区さつき野東にある公立小中一貫校。愛称はさつき野学園（さつきのがくえん）。

## 概要
美原区東部のニュータウンに位置する。ニュータウンの学校として、小学校・中学校とも1983年に開校した。当時は小学校・中学校は、道路を挟んで向かい合っていた。
旧美原町の計画・申請により、文部科学省から2004年12月に「小中一貫キャリア教育特区」に認定された。
堺市への編入直後の2005年4月から、小中一貫教育を実施している。2012年には中学校を小学校敷地内に移転させ、施設一体型小中一貫校へと改編された。なお、旧中学校側の施設は今も使用されている。
9年間を4年・3年・2年に分け、小中学校教員が連携して一貫教育をおこなう。小学校1年より外国語活動を実施し、5年生より英語科を導入している。また5年から中学生と共に部活動を行うことができる。

## 沿革
- 1983年 - 美原町立さつき野小学校および美原町立さつき野中学校として設立。
- 2004年12月8日 - 「小中一貫キャリア教育特区」に認定。
- 2005年2月1日 - 美原町の堺市への編入に伴い、堺市立さつき野小学校および堺市立さつき野中学校と改称。
- 2005年4月1日 - 小中一貫教育を開始。
- 2009年4月 - さつき野小学校・さつき野中学校のPTAを統合。
- 2012年 - 施設一体型小中一貫校へ改編。

## 通学区域
- 堺市美原区 さつき野西、さつき野東（堺市美原区 小平尾も一部含む）

## 交通
- 近鉄バス さつき野センター前バス停。